# 리사 (신화)
리사 혹은 릿사(Lyssa)는 명계의 여신이며 우라노스와 닉스의 딸이다. 우라노스의 정권이 크로노스에 의해서 막을 내렸을 당시에 우라노스가 고통으로 괴로워하고 있었는데 이곳 저곳에 양물의 흔적들이 튀어서 어둠속에서 살고 있던 닉스한테까지도 튀어서 그녀도 어머니였던 가이아처럼 우라노스의 아이를 임신하고 말았다. 닉스는 원하지 않았지만 우라노스의 아이를 낳았는데 그녀는 명계 뿐만이 아니라 광기의 여신이기도 한데, 자신의 개들을 끌고 다니면서 인간들한테 치명적인 광기를 선물하고 다닌다. 디오니소스를 모시는 인간들한테도 어김없이 광기를 선물하여 디오니소스를 곤란하게 만들었던적도 있었다고 한다. 우라노스의 광기가 그대로 느껴지는 여신으로써 아버지 우라노스를 많이 닮았고 외모는 어머니인 닉스를 닮았다고 한다.